# Reynolds Strait
Reynolds Strait är ett sund i Antarktis. Det ligger i Västantarktis. Inget land gör anspråk på området.